# Zolnay Károly
Zolnay Károly (Rittberg, 1833. szeptember 29. – Szentes, 1925. február 12.) középiskolai tanár, a szentesi gimnáziumnak 34 évig igazgatója. Fáradhatatlan és szívós munkával rakta le az intézmény alapjait, s ezzel megteremtette a szentesi középfokú oktatás feltételeit. Kimagasló pedagógiai munkásságáért az uralkodótól megkapta a Ferenc József-rend lovagkeresztjét.

## Iskolái, pályakezdése
Apja Zolnay Dániel református lelkész volt. Középiskolai tanulmányait Temesváron a kegyes tanító rend gimnáziumában kezdte, majd a nagyhírű Debreceni Református Kollégiumban folytatta. Ugyanitt szerzett felsőfokú diplomát teológia szakon. A korabeli szokásjog szerint a legkiválóbb tanulók a Kollégiumban maradhattak, hogy a kisebb diákokat tanítsák. Ez a megtiszteltetés jutott Zolnay Károlynak is, s ezt a munkát egészen 1859-ig folytatta, amikor a szentesi református egyház meghívta az alakulóban lévő helyi gimnázium első tanárának. A humán tudományok terén kiválóan képzett, több nyelvet beszélő ifjú tanár elfogadta a meghívást, s ezzel életének egy teljesen új szakasza vette kezdetét, mely Szentes város oktatástörténetében is új fejezetet nyitott.

## Tanári pályafutása Szentesen

### A gimnázium élén
Szentesen 1859. október 1-én kezdte meg tanári működését. Az első két tanévben minden tantárgyat ő tanított. 1861-től kezdve kapott tanártársakat maga mellé, de a nagyobb teher még egy ideig őreá hárult. Kedveltebb és legtöbbet tanított tárgyai voltak a magyar nyelv és irodalom, a latin és a német, de tanított vallástant, történelmet, természetrajzot és földrajztudományt is. Mindezek miatt az első években heti óráinak száma messze meghaladta a korszak tanárainak átlagos óraszámát. A folyamatos osztályfőnöki teendők mellett évekig az iskolai könyvtár vezetője is volt. 1869-ben az intézmény igazgatójává nevezték ki, s ezt a tevékenységét – két év szünet után – 1873-tól folyamatosan ellátta. Az új intézmény legnagyobb problémája a felszerelés hiánya volt, így elsőrendű feladatának tekintette, hogy az egyre gyarapodó tanulói létszámnak a megfelelő körülményeket biztosítsa. Ennek érdekében folyamatosan beadványokkal ostromolta az iskolaszéket. Súlyos problémát jelentett továbbá, hogy a korszakban nem volt egységes tanterv és követelményrendszer, így mindezt neki és tanártársainak kellett évről évre fáradságos munkával megalkotni.
1883-ban váratlan helyzet állt elő: az 1869-től fennálló hatosztályú gimnáziumi tanfolyammal egybekötött polgári iskola nem működhetett tovább vegyes formában. A törvény alapján ugyanis a gimnáziumokat teljesen szét kellett választani a polgári iskolától. Mivel a városnak nem volt anyagi fedezete egy polgári fiúiskola és egy gimnázium külön-külön való fenntartására, ezért az iskolaszék nehéz dilemma elé került: az alacsonyabb képesítést adó polgári iskolát vagy a gimnáziumi oktatást finanszírozzák-e tovább? Meglepő, de több tekintélyes gimnáziumi tanár ellenezte a gimnázium megtartását, és a város gazdatársadalmára hivatkozva elégnek ítélték a gyakorlatibb képzést adó polgári iskolát. Zolnay maga is szorgalmazta egy gazdászati iskola felállítását, ám jól látta azt is, hogy a tudományok fejlődése és a társadalmi haladás érdekében egy megyeszékhellyé váló városnak – mely az 1881-es népszámlálás adati szerint az ország 15. legnagyobb város volt – elemi érdeke, hogy egy magasabb végzettséget biztosító gimnáziumot is működtessen. Zolnay véleményét osztotta négy tanártársa, a város országgyűlési képviselője, Törs Kálmán, valamint a Sima Ferenc által szerkesztett Szentesi Lap: "… semmi oly törekvést nem támogathatunk, mely közoktatásunk állapotot mai színvonalánál lejjebb szándékozik süllyeszteni.” – írta határozottan az újság. Kulcsfontosságú döntés előtt állt az iskolaszék, hiszen ha a polgári iskola mellett döntenek, az évtizedekre visszavetette volna Szentes oktatásának fejlődését, s az értelmiségi szülők gyermekei mind elvándoroltak volna a városból. Az iskolaszék tagjai végül Zolnay érvelését fogadták el, így az addig vegyes típusú intézmény tisztán gimnáziumi képzést adó középiskolává alakulhatott.

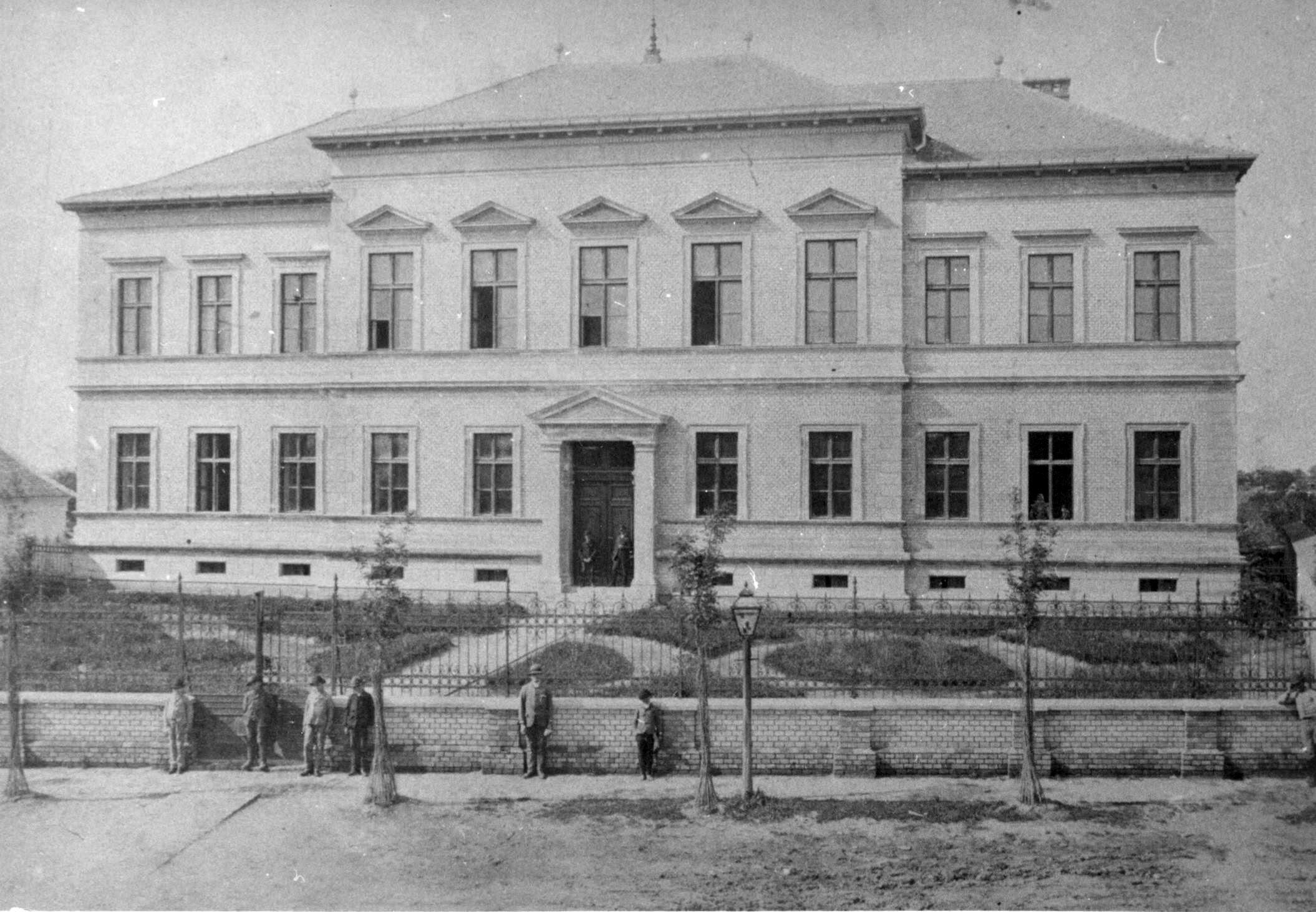
A Szentes Városi Főgymnázium központi épülete 1888-ban

Egy évvel később ünnepelte az iskola fennállásának 25. évfordulóját. Az igazgató büszke volt munkájára, hiszen ideérkezésekor még nem létezett középiskolai oktatás Szentesen, csupán a hitfelekezetek által fenntartott elemi iskolák működtek. Ezek mellé nőtt fel az általa vezetett és naggyá tett középiskola, mely 25 év leforgása alatt jelentős mértékben járult hozzá a város szellemi elmaradottságának felszámolásához és az iskolázottság szintjének emelkedéséhez. Fekete Márton megyei főjegyző jogosan jegyezte meg – visszatekintve a 25 évre –, hogy „értelmiségünk száma aránytalanul felszaporodott, városunkat, sőt némely részben megyénket is e városnak szülöttei kormányozzák, újabb tanerőkkel a város a saját erejéből látja el magát, sőt hála a Gondviselésnek! ma már azon helyzetben vagyunk, hogy az ország más vidékeinek is juttathatunk jeles ifjú erőket.”
A város nem csupán az intézményre volt büszke, de igazgatóját is méltó elismerésben részesítette: a 25 éve pályán lévő tanár tiszteletére tanítványai, valamint a város testületei díszes ünnepséget rendeztek a ligeti iskola épületében (ma a Múzeum Csallány Gábor kiállítóhelye), és létrehozták a „Zolnay alapítvány”-t, melynek éves kamatait azon gimnáziumi tanulók kapták, akik a magyar nyelv és irodalom terén a legjobb eredményeket érték el. Zolnay ünnepléséről még a fővárosi sajtó is beszámolt.
Az ünnepség után újra a munkás hétköznapok következtek. A gimnáziummá alakítás hosszadalmas adminisztrációja, majd a további fejlődést biztosító állami kezelésbe vétel, a gimnázium nyolc osztályossá fejlesztése, s ezzel a főgimnáziumi cím elnyerése, valamint az érettségiztetés jogának megszerzése jórészt Zolnay munkájának eredménye volt. A fejlődés tagadhatatlan jeleként az addig túlzsúfolt ligeti épületben működő intézmény saját otthont kapott: 1888-ban felépült a díszes, klasszicizáló gimnáziumi épület.
1899-ben a 65 évesen nyugdíjba vonuló igazgatónak a király a tanügy terén szerzett érdemei elismeréséül a Ferenc József-rend lovagkeresztjét adományozta.

### A Polgári leányiskola élén
Zolnay Károly nem csupán a gimnázium tanáraként és igazgatójaként lett ismert a városban. Szívén viselte a nőnevelés ügyét is, s mivel a gimnáziumba csak fiúk járhattak, buzgó szívvel képviselte a leányok taníttatásának fontosságát.
"(a polgári leányiskola) … oly általános míveltséget kíván adni, mely a nőt társadalmi helyzeténél fogva megilleti; oly képeztetést, hogy ha a nő megfosztatik támaszától, ha elveszti a család fenntartóját, a férjet ... tudjon nyert ismereteinek alapján önmagának és hozzátartozóinak fenntartásáról gondoskodni.” 
Amikor 1871-ben megalakult Szentesen a Polgári Leányiskola, igazgatójául Zolnay Károlyt bízták meg, s ezt a tisztséget 13 éven át viselte. Az igazgatói teendők ellátása mellett heti hat órában magyart is tanított. Ám az iskola munkája nem volt zökkenőmentes. Legfőbb gondja az iparos társadalom részéről megnyilvánuló közöny volt.
„Amilyen elismeréssel és benső örömmel hajlok meg a képviselőtestület ezen nemes ténye előtt – így szól 1874-iki évzáró beszédében, az intézet alapítására célozva, – éppoly fájdalom fogja el keblemet, midőn eltekintek ezen itt egybesereglett kis csoport felett, midőn látom, hogy a tudomány csarnoka csaknem üresen áll, midőn látom, hogy népünk saját érdekeit felfogni nem képes; itt volna a kínálkozó alkalom, hogy gyermekeit képeztesse és megfoghatatlan hanyagságból késik azt megragadni. Vajha a vihar szavával bírnék, hogy felrázhatnám tespedéséből, vajha az ékesszólásnak ellenállhatatlan erejével bírnék, hogy szavaim által meggyőzhetném arról, hogy midőn az alkalmat megragadni elmulasztja, akkor önmagának megrontására tör. Értsük meg a kor intő szavát, haladjunk a korral, mert hanyagságunk még keserűen megbosszulja magát!”
Fáradozásának eredménye megtérült, mert 1883-ban már csaknem kétszer annyi leányt írattak be szüleik a polgáriba, mint 1871-ben. 1883 júniusában már azt jelenthette a „záróvizsgálaton” jelen volt közönségnek, hogy az intézet iránt való érdeklődés mind jobban és jobban növekszik, s ez kellemessé teszi rá nézve azt a kötelességet, hogy a lefolyt évről beszámoljon.

### A pedagógus
Zolnay Károly szilárdan hitt a pedagógia nevelő erejében, mely szerinte nem csupán lehetőség a tanár kezében, de egyenesen kötelessége is élni vele. Alaptételként vette Kölcsey Ferenc egyik filozófiai felismerését. A költő a görög filozófiáról írt dolgozatában ír arról, hogy az emberben kétféle tehetség létezik: az egyik a gondolkodás tehetsége, ami ismerethez juttat, a másik az akarat tehetsége, ami cselekvésre ösztönöz. Zolnay zseniális meglátással gondolta tovább ezt a tételt, és rámutatott arra, hogy a kettőből egy harmadik „tehetség” bontható ki: az „érzelmi tehetség”, amit a mai pszichológia érzelmi intelligenciaként határoz meg. Ez a fajta tehetség a pozitív, nemes eszményképek megismerése által olyfajta érzelmeket kelt a tanulóban, ami észrevétlenül formálja annak személyiségét, akaratát, s teszi őt alkalmassá a „felebaráti szeretetre.” Zolnay szerint ezen eszményképekhez elsősorban az irodalmi művekből juthatnak hozzá a tanulók, de a tanári példaadás is fontos. Pedagógiai hitvallását részletesen A szentesi középiskola múltja c. dolgozatában fejti ki:
„… munkálkodjunk úgy, hogy a tudományoknak emez új csarnoka legyen temploma a hazaszeretetnek, melyben növendékeinknek hitelvévé váljék, szívébe kitörülhetetlen örök betűkkel legyen bevésve: a haza minden előtt; munkálkodjunk úgy, hogy ezen új csarnok legyen temploma a tiszta erkölcsnek, mely az erkölcsi szépnek, jónak és igaznak szeretetében és jellemszilárdságban nyilatkozik; … legyen temploma az igaz vallásosságnak, mely Istennek, e minden áldások kútfejének, az örök szeretet forrásának ismeretére elvezet, mely becsepegteti a zsenge szívekbe a hit erejét, mely fenntart a nehéz napokban, megment az elbukástól, reményt és vigaszt nyújt a csüggedésben … temploma legyen az igaz tudománynak, azon tudománynak, mely az igazságot keresve az elmét felvilágosítja …”
A tanulókat túlterhelő, „magoltatós” oktatási módszer helyett a „kevesebb, néha több” elvre építette pedagógiai rendszerét. „Hogy a munkához való kedvet fokozza, mindig óvakodott a tanulók túlterhelésétől.” – emlékszik vissza egykori tanítványa, Molecz Béla. Miután elsősorban magyar irodalmat és nyelvtant, valamint idegen nyelveket tanított, így a nyelv és a nyelvtan tanítása terén szerzett hatalmas tapasztalatot. A nyelvtan tanításának hatása lélektani szempontból c. értekezésében fejti ki részletesen azon meglátását, hogy ő nem a nyelvtani szabályoknak s egész szótáraknak értelem nélkül való betanítását érti nyelvtanításon, „mert az ily nyelvtan-tanítás által . . . nemhogy a gyermeki elmét élesztenők, az ismeretek befogadására alkalmasabbá tennők, sőt inkább azt idejekorán eltompítjuk, a vett benyomások elfogadására képtelenné tesszük, szóval: a gyermeket szellemileg meggyilkoljuk.”
Pedagógusi nagyságát jól érzékelteti Tolcsvai Nagy Gézának, a Polgári Leányiskola korabeli igazgatójának jellemzése, mely Zolnay halálát követően jelent meg az iskola értesítőjében:
„Ő valóban mestere volt a tanításnak, mestere a nevelésnek. Azoknak a nagy tanároknak, nevelőknek egyike volt, kik nemcsak száraz elméletet, ismeretet adtak elő, hanem az igazi, valláserkölcsi alapon nyugvó életre tanították növendékeiket. Feddhetetlen, gyémánttiszta jellemével ragyogó példája az igazi magyar tanárnak.”

## Iskolán kívüli élete
Az oktatás-nevelés mellett élénken részt vett Szentes társadalmi és kulturális életében, annak alakításában. Nyomban Szentesre érkezése után egyik alapító tagja volt az Úri Kaszinónak (1860), majd pedig a Szentesi Dalárdának (1861). Több cikluson át városi és megyei képviselő, a református presbitérium tagja, 1904-1912 között az egyház főgondnoka volt, tagja volt továbbá – Csukás Benjamin és Kristó Nagy István mellett – az első szentesi kisdedóvó létrehozásán munkálkodó bizottságnak is.
Harmonikus családi életet élt. A néhai Kiss Bálint esperes unokáját, Kiss Rózát vette feleségül, akitől egy fia (négy hónaposan elhunyt) és három leánya született: Etelka, Vilma és Lenke. Vilma nevű leányát Derzsi Kovács Ferenc vette feleségül, mely házasságból megszületett Jenő, a későbbi jó nevű gimnáziumi tanár és népdalgyűjtő.

## Halála

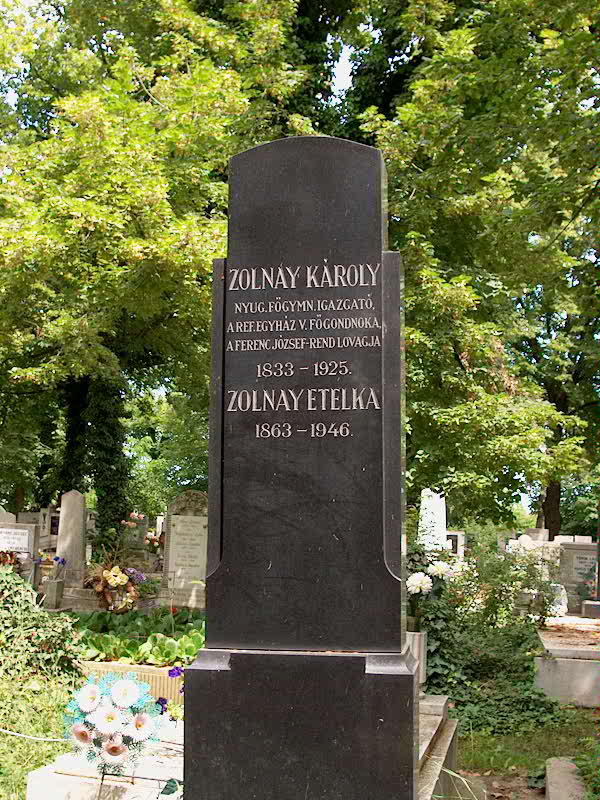
Zolnay Károly síremléke a Szeder temetőben

Zolnay Károly igen hosszú életet élt. Életének 92. évében hunyt el Szentesen. A kivételes tisztelet jeleként a református egyháztanács a Szeder temetőben díszsírhelyet biztosított számára. Temetésén hatalmas tömeg búcsúztatta. A barátok, hozzátartozók és egykori tanítványok mellett a gimnázium akkori tanulói és tanári kara, a Polgári Leányiskola diákjai és tanárai, a református elemi iskolák nagyobb növendékei, tanárai, valamennyi egyház lelkészei, a református presbitérium és a város képviselői, tekintélyes tagjai teljes számban jelentek meg. Búcsúbeszédet Böszörményi Jenő mondott az elhunyt koporsója felett.
Halálát követően kollégái és egykori tanítványai a gimnázium dísztermében állították ki festőművész unokaöccsének, Zolnay Gézának róla készített életnagyságú portréját. A festmény közadakozásból készült el, s jellemző, hogy a város egész értelmiségi társadalma kivette részét a költségekből. A festményt 1926. június 26-án ünnepélyes keretek közt leplezték le. Zolnay korabeli ismertségét és tekintélyét jelzi, hogy az ünnepélyről nem csupán a helybéli lapok, de a még Budapesti Hírlap is beszámolt.

## Elismerései
- Ezüst babérkoszorú – a Szentesi Dalárda[34] tagjaként az aradi országos dalárversenyen nyert első helyezés díja[46] (1868)
- Ferenc József-rend lovagkeresztje (1899)

## Emlékezete

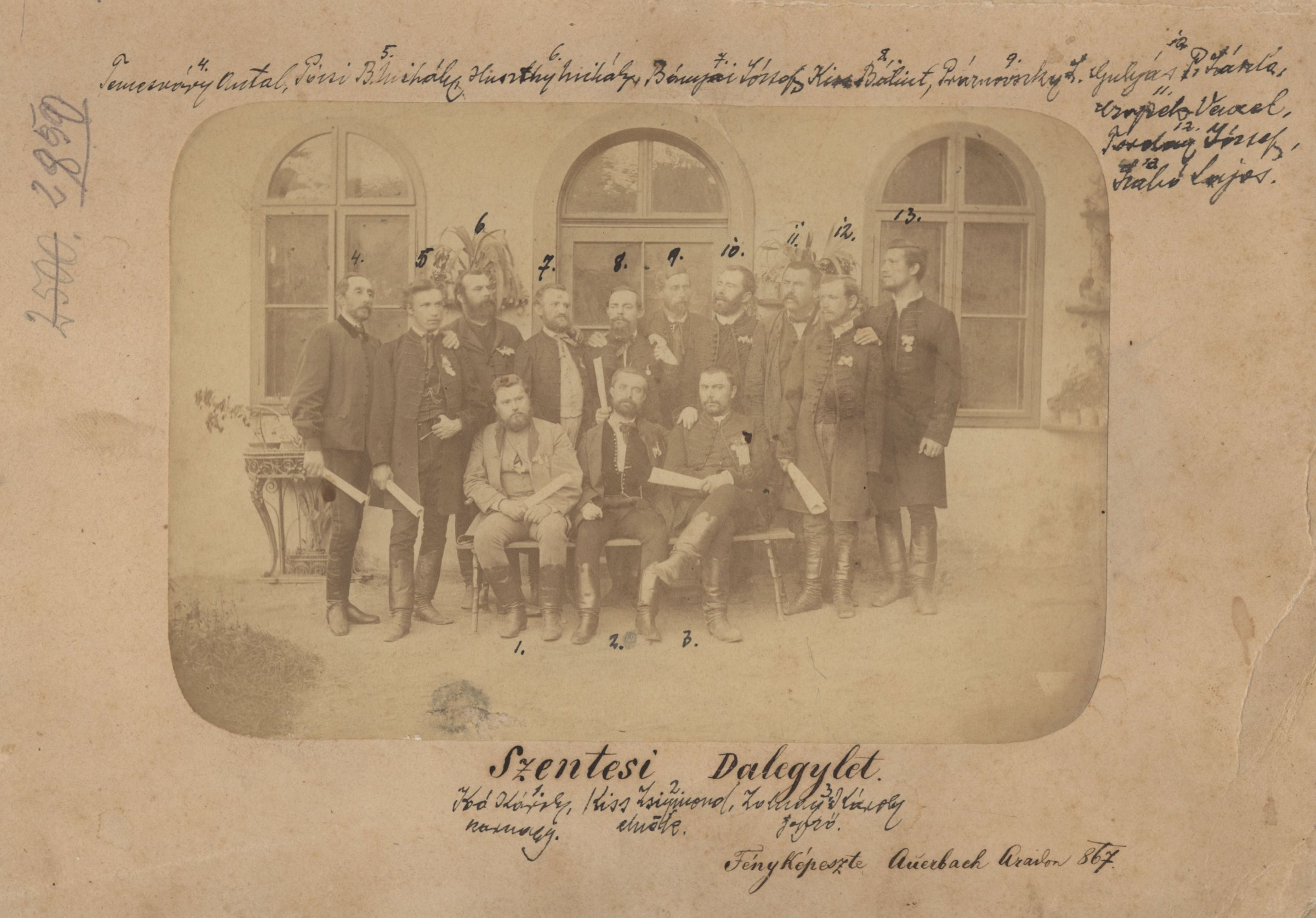
A Szentesi Dalegylet 1867 augusztusában Aradon

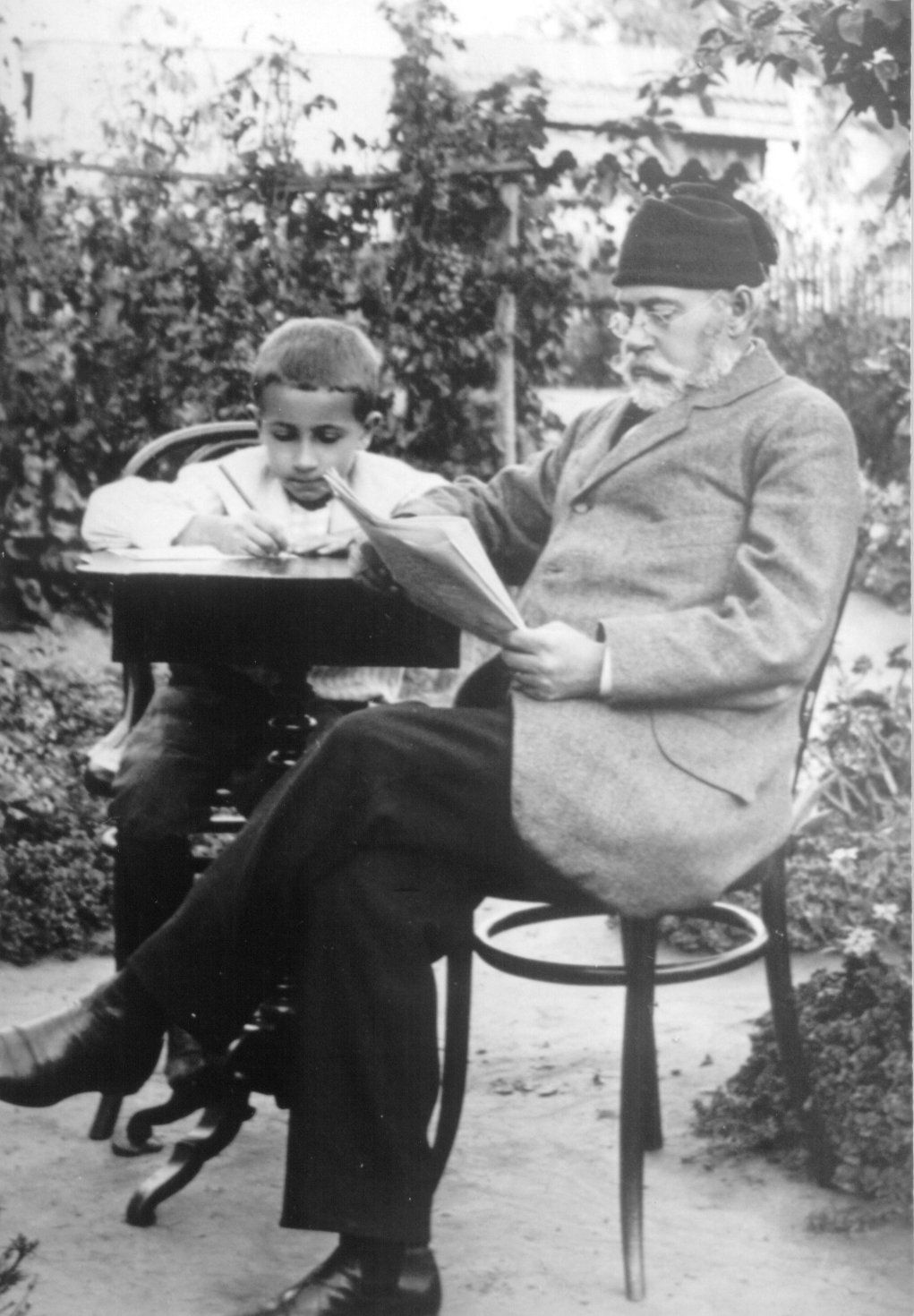
Zolnay Károly és unokája, Derzsi Kovács Jenő

- Díszsírhelye[40] a Szeder temetőben (1925)
- Életnagyságú egész alakos portréja a Horváth Mihály Gimnázium dísztermében (Zolnay Géza alkotása, 1926)
- A város 1932-ben utcát nevezett el róla.[47]
- A gimnázium főlépcsőházát díszíti a Szentes kultúrájáért c. hármas dombormű, amely Zolnay Károlyt, Derzsi Kovács Ferencet és Derzsi Kovács Jenőt ábrázolja (Vígh László alkotása, 1997).

## Tanulmányai, értekezései, egyéb írásai
- A nyelvtan tanításának hatása lélektani szempontból. In: A szentesi reform. gymnasium értesitője, 1865/66. Szerk.: Csukás Benjamin. 3-6. o. (e-Könyvtár Szentes)
- Jelentés a Szentesváros közönsége által fentartott felső leány növeldéről. Szentesi Lap 1872. aug. 11. 2. o. (e-Könyvtár Szentes)
- Válasz, a ref. tanítótestületnek. (református elemi iskolás tanítókkal polemizál Zolnay, akik gúny tárgyává tették az általa vezetett intézményt) Szentesi Lap 1874. júl. 19. (e-Könyvtár Szentes)
- Emlékbeszéd Reinholz Károly felett. In: Tudósítás a Szentes városi hat osztályú gymnasiumi tanfolyammal egybekötött Polgári Fitanodáról és a két osztályú Polgári Leánytanodáról, megtoldva az ismétlő iskolákról szóló jelentéssel, 1874/75. Budapest, 1875. 2-4. o. (e-Könyvtár Szentes)
- Polgári iskolánk ügye. (3 részben) Szentesi Lap 1876. márc. 5., márc. 12.  , márc. 19. (e-Könyvtár Szentes)
- A szentesi középtanoda múltjából. In: Értesítő a Szentes városi VI. osztályú gymnasiumi tanfolyammal egybekötött Polgári Fitanodáról és a két osztályú Polgári Leánytanodáról, megtoldva az ismétlő iskolákról szóló jelentéssel, 1876/77. Összeállította: Zolnay Károly. Szentes, 1877. 20-25. o. (e-Könyvtár Szentes)
- A vallástanítás a polgári iskolákban. In: Értesítő a Szentes városi VI. osztályú gymnasiumi tanfolyammal egybekötött Polgári Fiuiskoláról és a két osztályú Polgári Leányiskoláról, megtoldva az ismétlő iskolákról szóló jelentéssel, 1879/80. Összeállította: Zolnay Károly. Szentes, 1880. 3-13. o. (e-Könyvtár Szentes)
- Szentes műveltségi állapota. In: Értesítő a Szentes városi VI. osztályú gymn. tanfolyammal egybekapcsolt Polgári Fiúiskoláról és a két osztályú Polgári Leányiskoláról megtoldva az ismétlő oskolákról szóló jelentéssel. Összeállította: Zolnay Károly. Szentes, 1883. 3-24. o. ; Szentes műveltségi állapota. Szentes, 1882. 22 p. (különlenyomatként) (e-Könyvtár Szentes)
- Igazgatói jelentés s egyúttal rövid visszapillantás a szentesi középiskola 25 éves múltjára. In: Értesítő a Szentes városi VI. osztályú gymnasiumi tanfolyammal egybekötött Polgári Fiuiskoláról és a két osztályú Polgári Leányiskoláról, megtoldva az ismétlő iskolákról szóló jelentéssel, 1883/84. Összeállította: Zolnay Károly. Szentes, 1884. 3-20. o. (e-Könyvtár Szentes)
- A gymnasium új épületének ismertetése. In: A Szentes városi gymnasium Értesítője, 1887/88. Közzéteszi: Zolnay Károly. Szentes, 1888. 3-17. o. (e-Könyvtár Szentes)
- A szentesi középiskola múltja. In: A Szentes városi gymnasium értesítője, 1888/89. Közzéteszi: Zolnay Károly. Szentes, 1889. 3-26. o. (e-Könyvtár Szentes)

## Róla szóló irodalom
- Zolnay ünnepély. Szentesi Lap 1884. aug. 23. (e-Könyvtár Szentes)
- Molecz B. = Molecz Béla: Zolnay Károly. In: A szentesi m. kir. állami főgymnasium értesítője 1899/1900. Közzéteszi: Balázsovits Norbert. Szentes, 1900. 3-25. o. (e-Könyvtár Szentes)
- Tolcsvai Nagy Géza: Zolnay Károly 1833–1925. In: A szentesi magy. kir. állami Polgári Leányiskola értesítője, 1924/25. Szerk.: Tolcsvai Nagy Géza. Szentes, 1925. (e-Könyvtár Szentes)
- Szentes művelődéstörténetének egy szakát ábrázolja Zolnay Károly arcképe. Szentesi Hírlap 1926. jún. 8.
- Labádi Lajos: Középiskolák alapítója. Nyolcvan éve hunyt el Zolnay Károly. Szentesi Élet 2005. febr. 25. (e-Könyvtár Szentes)
- Labádi Lajos: Zolnay Károly arcképének leleplezése. Nyolcvan éves festmény a gimnáziumban. Szentesi Élet 2006. jún. 9. (e-Könyvtár Szentes)